# Пржеорський Іван Броніславович
Іван Броніславович Пржеорський (1908, місто Бар?, тепер Вінницької області — ?) — український радянський діяч, інженер, директор Бердичівського верстатобудівного заводу «Комсомолець» Житомирської області. Депутат Верховної Ради УРСР 7-го скликання.

## Біографія
Народився в родині робітника. Трудову діяльність розпочав у п'ятнадцятирічному віці. Працював слюсарем, потім токарем механічних майстерень Барської професійно-технічної школи на Вінниччині.
Закінчив Київський політехнічний інститут, здобув вищу інженерну освіту.
Після закінчення інституту працював інженером Київського монтажного тресту, а згодом — начальником монтажних робіт Новокраматорського машинобудівного заводу імені Сталіна Донецької області. Працював також інженером на металургійному комбінаті «Запоріжсталь» та ряді інших підприємств СРСР, зокрема в Московській області.
Під час німецько-радянської війни — інженер військового заводу.
Член ВКП(б).
З 1948 року — головний інженер, з 1950 року — секретар партійного бюро Бердичівського верстатобудівного заводу «Комсомолець» Житомирської області. Керував роботою бюро раціоналізаторів і винахідників заводу.
У 1952—1972 роках — директор Бердичівського верстатобудівного заводу «Комсомолець» Житомирської області. Завод налагодив випуск складних, високої точності токарно-револьверних верстатів, розробив нові моделі напівавтоматичних і автоматичних верстатів з програмовим управлінням.
З 1972 року — на пенсії.

## Нагороди
- орден Жовтневої Революції
- орден Трудового Червоного Прапора (1966)
- ордени
- медалі